# Formulier

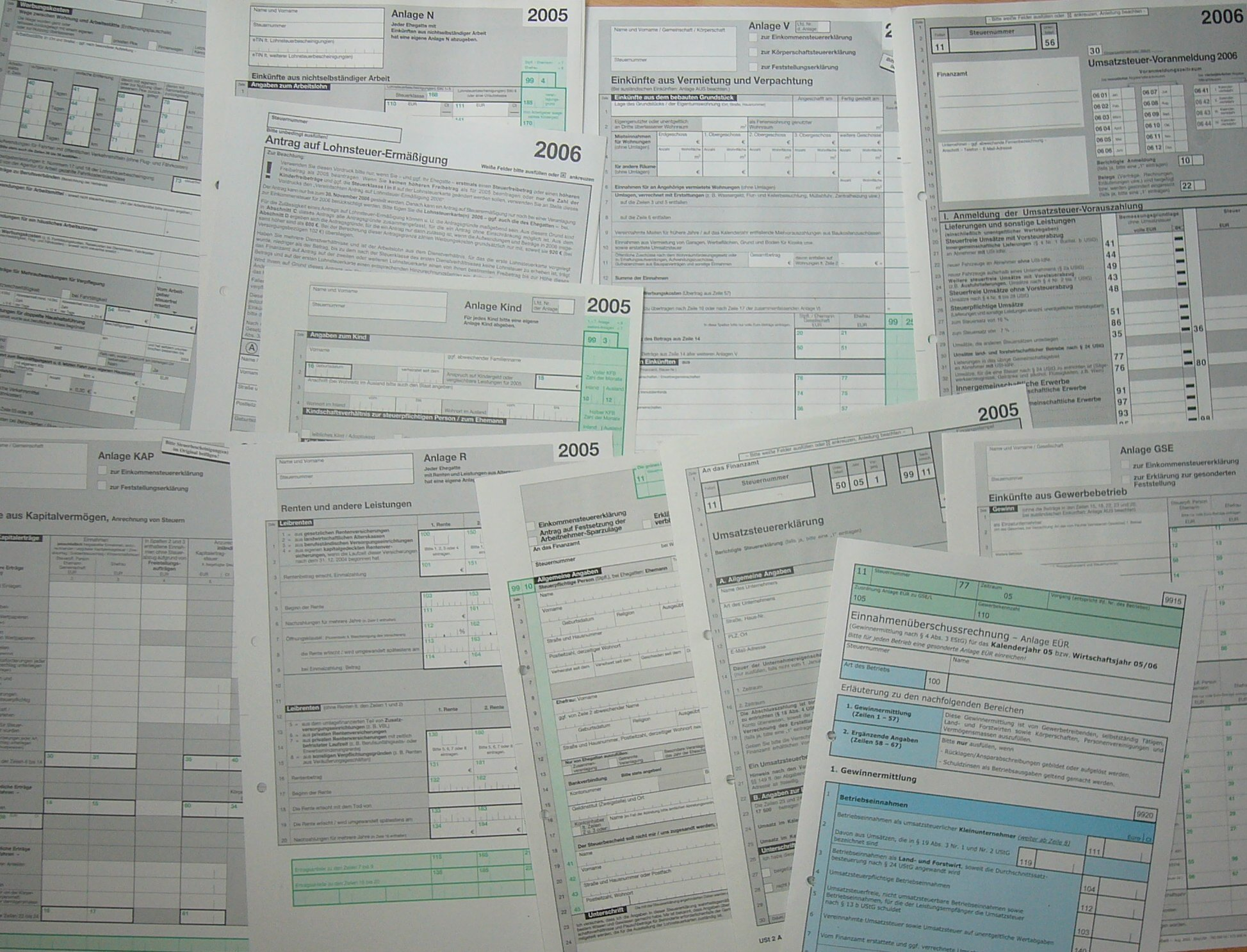
Duitse belastingformulieren

Een formulier is een middel om gestructureerd informatie (een verzoek, vaststelling, verklaring, beschikking, enz.) vast te leggen.
Doorgaans is een formulier voorbedrukt, en wordt door middel van een vraagstelling een specifiek antwoord verwacht. Dit kan een open vraag zijn, of een meerkeuzevraag.
Formulieren kennen een papieren en een elektronische variant. Die van papier hebben soms een of meer doordrukvellen, zodat men direct een of meer kopieën heeft zonder gebruik van een kopieermachine.
Het fenomeen formulier is wijdverspreid, en komt in bijna alle sectoren voor, waar een vorm van administratieve communicatie nodig is.
Voorbeelden van formulieren zijn:
- Aanmeldingsformulier, voor bijvoorbeeld een school
- Bestelformulier, bijvoorbeeld om goederen te bestellen
- Belastingaangifte
- Informatieverzoek
- Werkbriefje, waarop gewerkte tijden worden ingevuld
- Enquête, om onderzoek te doen naar zaken
- Gastenboek, vaak op websites
- Aanvraagformulier, om specifiek materiaal of informatie aan te vragen
- Examenformulier, waarop de antwoorden dienen te worden ingevuld
- Combibon

Op het internet worden formulieren, ofwel 'forms' veelvuldig gebruikt op webpagina's, om interactie met internettende bezoekers mogelijk te maken.
Het voordeel van een formulier boven een andersoortig verzoek is dat de verstrekte informatie snel geordend, verwerkt en opgeslagen kan worden, makkelijker leesbaar is voor zowel de invuller als de ontvanger, en dikwijls elektronisch verwerkt kan worden. 
Nadeel van grote of uitgebreide formulieren zoals een belastingaangifte is vaak dat gegevens van een vraag moeten worden overgenomen bij een andere vraag, zodat het overzicht voor de invuller moeilijker wordt, en dat het invullen en verwerken meer tijd kost.